# Красносільсько-Ропшинська операція
Красносільсько-Ропшинська операція (інші назви «Січневий грім», операція «Нева-2») — наступальна операція військ радянського Ленінградського фронту, проведена протягом 14—30 січня 1944 року; є частиною Ленінградсько-Новгородської операції, проведеної проти 18-ї німецької армії, котра блокувала Ленінград.
Наслідком проведення операції було знищення силами Ленінградського фронту Петергофсько — Стрєльнінське нацистське угрупування, відкинено від фронтової лінії на 60—100 вглиб, зайнято Красне Село, Красногвардєйськ, Пушкін, Ропша, Слуцьк; у співдії із силами Волховського фронту було цілком знято блокаду Ленінграду.

## Сили СРСР початком операції
- Ленінградський фронт (командувач — генерал армії Леонід Говоров, начальник штабу генерал-лейтенант Дмитро Гусєв)
  - 2-га ударна армія (генерал-лейтенант Іван Федюнінський)
  - 42-га армія (генерал-полковник Іван Масленников)
  - 67-ма армія (генерал-лейтенант Володимир Свиридов)
  - 13-та повітряна армія (Степан Рибальченко)
- Балтійський флот (адмірал Володимир Трибуц)[1]

## Сили Третього Рейху в зоні радянського наступу
- Група армій «Північ» (генерал-фельдмаршал Георг фон Кюхлер)
  - 18-та армія (генерал-полковник Георг Ліндеман)
  - 1-ша повітряна армія (генерал Курт Пфлюгбейл)

## Військове становище на початку 1944 року під Ленінградом
До кінця 1943 року радянськими військами було проведено ряд операцій з метою подолання блокади Ленінграду; ініціатива на північно-західному відтинку фронту переміщається від німецьких сил, проте повністю місто не було розблоковане.
Підрозділи німецької 18-ї армії знаходилися в безпосередній близькості від Ленінграда та не припиняли постійних артилерійських обстрілів міста та тимчасової залізниці Поляна — Шліссельбург (діяла з 5 лютого 1943 по 10 березня 1944 року).
Початком вересня 1943 року радянське керівництво дізнається про підготовку відступу від Ленінграду німецьких сил на нові оборонні рубежі по лінії річка Нарва — Чудське озеро — Псков — Остров — Ідріца (Лінія Пантера-Вотан).
Оцінивши обставини, військові ради Волховського та Ленінградського фронтів терміново розпочинають планування спільної великомасштабної операції, метою якої мало стати розбиття німецької 18-ї армії та розблокування Ленінграду.
Через невизначеність у розвідувальній інформації щодо планів нацистських сил, котра тривала до кінця 1943 року, радянське командування розробило 2 варіанти наступу.
Варіант число 1 («Нева-1») передбачав терміновий перехід до переслідування нацистських сил в разі їх відступу; «Нева-2» була планом прориву ешелонованої німецької оборони у випадку продовження утримування ними фронтових позицій.
Німецька розвідка досить швидко дізналася про радянські плани, й керівник групи армій «Північ» Георг фон Кюхлер звертається до Адольфа Гітлера з проханням пришвидшити відвід військ на лінію «Пантера — Вотан». Проте Гітлер прислухався до думки іншого військовго — командувача 18-ї армії Георга Ліндемана, котрий переконував, що підпорядковані йому війська відіб'ють можливий радянський наступ, та наказує групі армій «Північ» продовжувати блокаду Ленінграда.

## План наступу «Нева-2»
Загальний задум Волховського та Ленінградського фронтів полягав в одночасному завдаванні ударів по флангах 18-ї німецької армії в районі Петергоф — Стрельна (Красносільсько-Ропшинська операція) та під Новгородом (Новгородсько-Лузька операція). В подальшому наступ планувалося провести в напрямі Кінгісеппа та Луги й оточити головні сили 18-ї армії і продовжити наступ на Нарву, Псков, Ідрицю.
Головною метою планованого наступу була потреба зняти блокаду Ленінграду, окрім того планувалося повністю вибити нацистські сили з теренів Ленінградської області, відповідно, цим заклавши можливості для подальшого наступу в Прибалтику.
В остаточному плані операції передбачалося, що сили Ленінградського фронту переходять у наступ переважно частинами 2-ї ударної армії з Оранієнбаумського плацдарму; підрозділи 42-ї армії мали наступати південно-західніше Ленінграду. Після планованого з'єднання в районі Красне Село — Ропша 2-га ударна та 42-га армії мали завданням ліквідувати німецьке Петербурзько — Стрєльненське угрупування; в подальшому планувався наступ у двох напрямах — на Кінгісепп та на Красногвардєйськ, звідти на Лугу.
67-ма армія мала приєднатися до наступу. Перед її підрозділами ставилося завдання зайняти Мгу, Ульяновку, Тосно та у співдії із військами Волховського фронту відновити контроль над Кіровською та Жовтневою залізницями. Надалі частинам 67-ї армії наказувалося наступати на Пушкін і Красногвардійськ.
Рівночасно до наступу мали переходити підрозділи Волховського фронту; вони після розбиття німецького Новгородського угрупування мали швидко просуватися на Лугу. Після з'єднання під Лугою із силами Ленінградського фронту обидва фронти мали оточити головні сили 18-ї армії.

## Стан Ленінградського фронту перед початком операції
Війська Ленінградського фронту тримали оборону безпосередньо навколо Ленінграду силами трьох армій:
- 23-тя армія тримала оборону на Карельському перешийку,
- 42-га армія та
- 67-ма армія — від узбережжя Фінської затоки до Гонтової Липки[3].

Окрім того силами військ фронту утримувався відтинок Оранієнбаумського плацдарму — протяжність по фронту до 50 кілометрів, плацдарм сягав вглиб до 25 км.
З огляду на відсутність великих резервів у Ставки ВГК для посилення радянських сил під Ленінградом, керівництво фронтом проводить перегрупування у підрозділах задля концентрації сил та засобів на вістрі головного удару.
2-га ударна армія переміщається на Оранієнбаумський плацдарм (відправлялися з Ленінграду та пірсу на Лисячому Носі, керувати нею по Володимиру Романовському доручено Івану Федюнінському. Починаючи 7 листопада 1943 року Приморська оперативна група переходить до керівництва штабу 2-ї ударної армії, її частини поступово перекидаються на плацдарм силами Балтійського флоту та транспортною армією. Загалом по 21 січня 1944 року на плацдарм було перекинуто 5 стрілецьких дивізій, 13 артилерійських, 2 танкові, 1 самохідно-артилерійський полк та одна танкова бригада — в цілому близько 53 000 військових, 2300 автомобілів й тракторів, 240 танків та бронеавтомобілів, 5800 тон набоїв, 4000 коней, 14 000 тон різноманітних вантажів.
Без врахування 23-ї армії війська — 30 стрілецьких дивізій, 4 танкові та 3 стрілецькі бригади й 3 укріпрайони — нараховують 417 600 солдатів й офіцерів. Наступ 2-ї ударної та 42-ї армій підтримували до 6000 гармат, мінометів та реактивних установок, близько 600 танків та САУ.
Повітряну підтримку в часі проведення наступу здійснювати доручалося 460 літакам зі складу 13-ї повітряної армії й Ленінградській армії ППО, та 190 літаків авіації Балтійського флоту. Загальний наступ обидвох фронтів мало прикривати понад 330 літаків авіації далекої дії.
Також наступу мала сприяти берегова й корабельна артилерія Балтійського фронту — загалом понад 200 гармат калібром 100 до 406 мм — в тому числі артилерія лінкорів «Петропавловськ», «Жовтнева революція», крейсерів «Кіров» та «Максим Горький», Кронштадтських фортів та форта «Красная Горка».

## Сили 18-ї німецької армії
Частина 18-ї нацистської армії протистояла радянському Ленінградському фронту. Зокрема, в напрямі головного удару сил Червоної армії це були — біля Оранієнбаумського плацдарму —
- 3-й танковий корпус СС
  - 9-та авіапольова дивізія
  - 10-та авіапольова дивізія
  - 11-та добровольча танково-гренадерська дивізія СС «Нордланд»
  - 23-тя добровольча танково-гренадерська дивізія СС «Недерланд»
  - один полк поліцейської дивізії СС
- від Петергофа до міста Пушкіна — 50-й армійський корпус
  - 126-та піхотна дивізія
  - 170-та піхотна дивізія
  - 215-та піхотна дивізія
- 54-й армійський корпус (Третій Рейх) — від Пушкіна до Неви —
  - 11-та піхотна дивізія
  - 24-та піхотна дивізія
  - 225-та піхотна дивізія
- біля Мги — 26-й армійський корпус
  - 61-ша піхотна дивізія (Третій Рейх)
  - 212-та піхотна дивізія
  - 227-ма піхотна дивізія.

По радянських даних загальна чисельність 28-ї нацистської армії нараховувала 168 000 вояків та офіцерів, на озброєнні мали до 4500 гармат й мінометів, 200 танків й САУ.
Повітряне прикриття групи армій «Північ» здійснював 1-й повітряний флот 200-ми літаками; в інших джерелах фігурує 370 літаків, з них до 100 розташовувалися поблизу Ленінграду.
По німецьких підрахунках загальна чисельність групи армій «Північ» станом на 14 жовтня 1943 року — у тому числі з'єднання в північній Фінляндії — складала 601 000 військових, до 2400 гармат й мінометів, 146 танків.
Радянські сили перед початком наступу мали чисельну перевагу над нацистськими — в напрямі головного удару Ленінградського фронту — по людських силах 2,5-2,7:1, у артилерії — понад 3,5 рази, танках — понад 6-кратна перевага.
Через вельми несприятливі обставини німецьке командування розраховувало утримати займані позиції з допомогою потужних оборонних споруджень «Північного валу». Найсильніша ділянка нацистської оборони була в смузі планованого наступу 42-ї армії, головними німецькими укріпленими вузлами були Лігово, Старо-Паново, Ново-Паново, Красне Село, висота 172,3. У випадку вимушеного відступу німецькі війська мали організовано відходити від однієї укріпленої позиції до іншої, для цієї мети в глибині оборони 18-ї армії було збудовано, але не всі на момент радянського наступу цілком були зведені — «Автострада», Інгерманландська, Лужська, Оредежська та інші лінії.

## Наступ 2-ї ударної та 42-ї армій протягом 14— 20 січня
Попередньо було зімітовано підготовку наступу на правому фланзі біля Керново — на річці Воронці південніше Соснового Бору.
14 січня в наступ переходять частини 2-ї ударної армії з Оранієнбаумського плацдарму, 15 січня до них прилучаються підрозділи 42-ї армії, що рушили від Пулково.

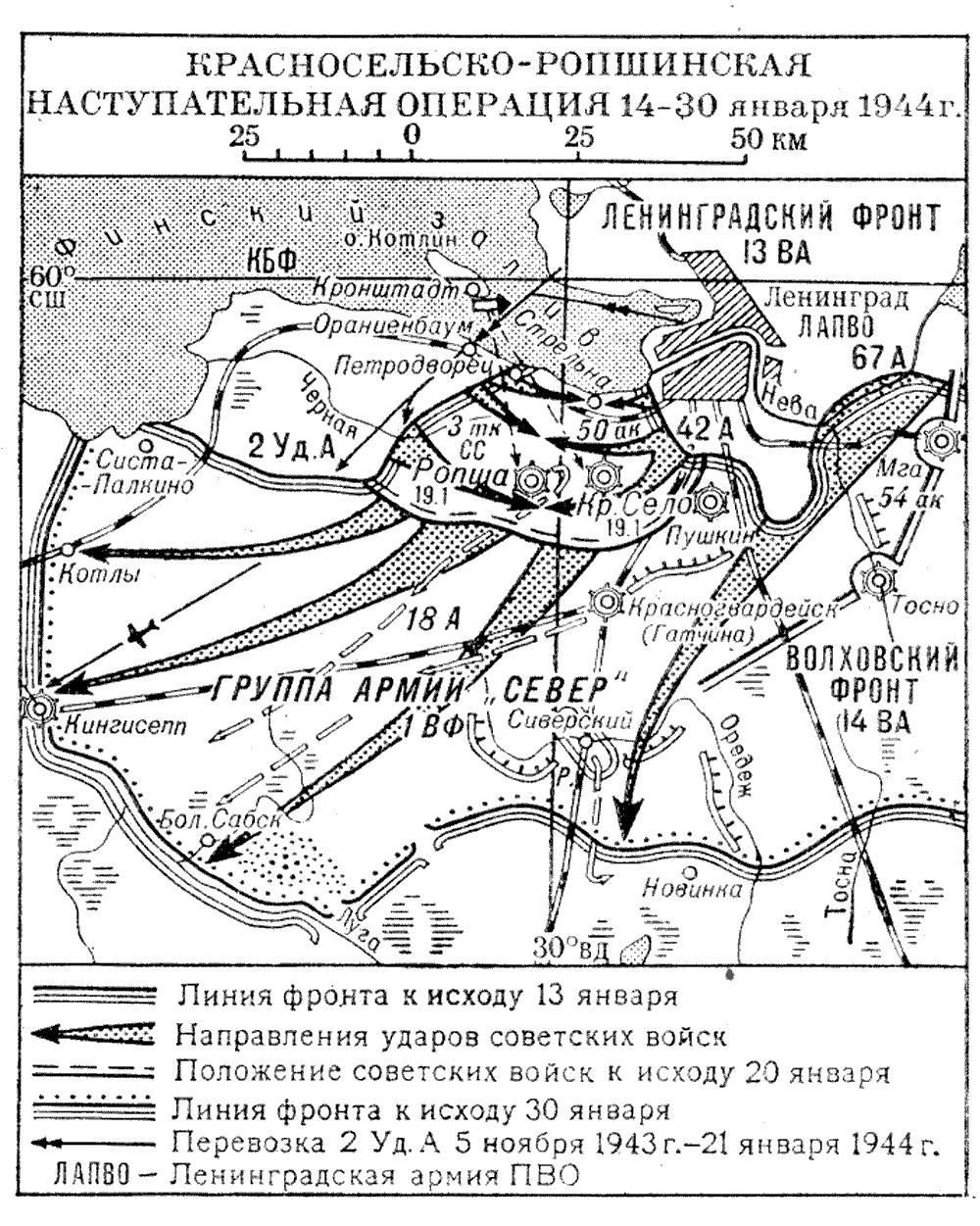

Уночі перед наступом радянські частини 2-ї ударної армії висуваються на нейтральну смугу та окопалися за 150—350 метрів від передових позицій противника, сапери тим часом зробили проходи в мінних полях й дротових загородженнях.
Після більш чим годинної артилерійської підготовки та масованого нальоту штурмової авіації, о 10-40 на 10-кілометровому відтинку переходять в наступ два корпуси —
- 43-й стрілецький:
  - 48-ма дивізія,
  - 90-та
  - 98-ма стрілецькі дивізії
- 122-й корпус
  - 11-та стрілецька
  - 131-ша стрілецька
  - 168-ма стрілецька дивізія[2], першого удару завдають біля урочища Порожки; наступ цих корпусів від початку не був вельми вдалим.

Першого дня успіхів у просуванні вглиб німецької оборони добиваються частини 40-ї, 90-ї та 131-ї стрілецьких дивізій, підтримуваних 152-ю танковою бригадою й 204-м та 222-м танковим полками. До кінця дня глибина прориву склала в середньому 4 кілометри, червоноармійці зайняли першу німецьку оборонну смугу та опорні пункти Порожек й Гостіліци; на кількох ділянках було подолано другу лінію оборони — глибина нацистських споруд біля Оранієнбаумського плацдарму сягала 20 кілометрів.
Артилерія 42-ї та 67-ї армії вели цілоденний обстріл німецьких позицій біля Пулковських висот та Мги з метою дезорганізації та не дати можливості зрозуміти, де буде проводитися наступний удар.
15 січня після майже 2-годинного артилерійського обстрілу, проведеного майже 2300 гарматами та мінометами, на 17-кілометровій ділянці фронту Лігово — Рєдкоє Кузьміно переходять в наступ три стрілецькі корпуси 42-ї армії.
Того ж дня біля Гостіліц вводиться у бій 61-ша піхотна німецька дивізія; села Шпаньково і Великі Борниці того дня 4 рази переходили з рук в руки.
45-та, 63-тя та 64-ті стрілецькі дивізії 30-го гвардійського стрілецького корпусу, наступаючи безпосередньо за артилерійським валом, з відносно малими втратами до кінця дня просунулися вперед на 4,5 кілометри.
В наступні дні підрозділи 2-ї ударної та 42-ї армій в напружених боях повільно просувалися зустрічними курсами в загальному напрямі Ропша — Красне Село; наступ відбувався із запеклим опором з боку німецьких військ та численними контратаками.
14—16 січня тривали запеклі бої за укріплений німецький пункт — село Варваросі, лижний батальйон 90-ї дивізії (майор Алтухов) в ході боїв ліквідував весь гарнізон противника.
Частини 2-ї ударної армії лише до кінця дня 16 січня змогли в боях просунутися вперед на 10 кілометрів та здійснити прорив головної оборонної лінії нацистських сил на фронті до 23-х кілометрів. Вранці 17 січня Іван Федюнинський наказує сформувати рухому групу — 152-га танкова бригада та кілька артилерійських і стрілецьких підрозділів — із завданням стрімко розвинути наступ, захопити та утримати Ропшу.
Найбільш запеклі бої велися в смузі наступу 42-ї армії — причиною великих втрат в танкових частинах армії, котрі не змогли належним чином підтримати наступ, стала зокрема велика кількість протитанкових ровів і мінних полів та ефективний артилерійський вогонь з пристріляних позицій; радянська піхота продовжувала просуватися вперед.
30-й стрілецький корпус 16 січня пробився вглиб німецького розташування на 3-4 кілометри та досягнув шосе Красне Село — Пушкін, підрозділи 190-го стрілецького корпусу зайняли німецький оборонний вузол Фінське Койрово, 110-й корпус — Олександрівку.
Вранці 17 січня керівництво армією вводить у бій 291-шу стрілецьку дивізію та рухому групу — 1-ша Ленінградська Червонопрапорна, 220-та танкові бригади та два самохідно-артилерійські полки — з наказом підтримати наступ 30-го стрілецького корпусу та перебрати контроль над Воронячою Горою, Дудергофом та Красним Селом.
До кінця дня 17 січня частини 2-ї ударної та 42-ї армій розділяла відстань у 18 кілометрів; нацистське командування до цього часу кидає в бій всі наявні резерви та 61-шу піхотну дивізію, котра відносилася до оперативного резерву, всі ці сили опиняються під загрозою оточення.
Командувач групи армій «Північ» робить запит до Гітлера з проханням відвести частини 26-го армійського корпусу 18-ї армії з утвореного Мгинського виступу задля вивільнення кількох дивізій та посилити ними оборону на південний захід від Ленінграда. Георг Кюхлер, не отримавши однозначної відповіді, на власний розсуд приймає рішення вивести кілька з'єднань — 11-ту, 21-шу та 225-ту піхотні дивізії й інші частини — та перекинути до Красного Села, але ситуації це вже не зарадило. В швидкому часі німецькі сили відходять з-під Володарського, Горєлова та Стрєльни.
18 січня радянські частини змогли домогтися перелому ходу боїв на свою користь. 11-та стрілецька дивізія на відтинку наступу 2-ї ударної армії за підтримки танкових частин після запеклого бою зайняв Ропшу та спільно із введеним із другого ешелону 108-м стрілецьким корпусом і рухомим корпусом; продовжує з боями рухатися на схід.
Того ж дня стрілецькі підрозділи 42-ї армії розпочинають штурм Воронячої Гори та Красного Села (запеклі бої за ці опорні точки продовжувалися кілька днів), танкові з'єднання продовжують з боями рухатися назустріч частинам 2-ї ударної армії.
Вранці 19 січня 63-тя стрілецька дивізія з двох напрямів завдає удару та штурмом займає Воронячу Гору, частини 64-ї гвардійської та 291-ї стрілецької дивізій займають Красне Село.
Ввечері 19 січня під Руско-Висоцьким передовий загін 168-ї дивізії 2-ї ударної армії та бійці 54-го інженерного батальйону рухомої групи 42-ї армії з'єднуються та змикають кільце. Проте оточені німецькі частини скористались невстановленістю лінії фронту та зуміли вирватися з кільця, полишивши важке озброєння.
Вранці 20 січня головні сили 2-ї ударної та 42-ї армій, злучившись південніше Ропші, оточили та ліквідували залишки Петергофсько-Стрєльненського німецького угрупування. Загалом протягом 6 днів безперервних боїв підрозділи 2-ї ударної та 42-ї армії знищили дві нацистські дивізії та завдали суттєвих втрат ще п'яти дивізіям, до полону потрапило близько 1000 німецьких вояків та старшин. Окрім того, північніше Красного Села, було знищене німецьке артилерійське угрупування, котре спеціально створювалося для обстрілу Ленінграду, захоплено 265 гармат, з них 85 важких.

## Становище на 20 січня
Розбиття Петергофсько-Стрельнєнського німецького угрупування та зайняття Новгорода військами 59-ї армії Волховського фронту створили сприятливі умови для подальшого просування радянських сил.
Так як головною метою перед арміями, що проводили даний наступ, було звільнення Ленінграду від блокадного перстеня, однією з важливих можливостей стало перебирання контролю над головною комунікацією міста з «континентом» — Жовтневою залізницею.
Для зайняття контролю над залізницею Військова рада Ленінградського фронту приймає рішення перенести напрям удару з південно-західного на північно-західний напрям. Перед силами 42-ї армії ставиться завдання наступати в напрямі Гатчини, Пушкіна та Тосна, вийти у фланг та тил німецького угрупування, котра продовжувала утримувати позиції в районі Ульяновка — Мга — Тосно. В подальшому згідно плану наступу у співдії з частинами 67-ї армії та правого крила Волховського фронту коротким терміном оточити та ліквідувати 26-й та 28-й німецькі армійські корпуси та відновити контроль над Жовтневою залізницею, тим самим цілком зняти нацистську блокаду навколо Ленінграду.
В тому ж часі сили 2-ї ударної армії мали завданням продовжувати наступ в південно-західному напрямі на Войсковіци — Високоключевой, обійти з південного заходу Красногвардійськ, сприяючи тим наступу 42-ї армії — прикриваючи її правий фланг.
Однак в дуже швидкому часі радянському керівництву доводиться вносити суттєві корективи до плану подальшого наступу, позаяк уночі на 21 січня німецькі дивізії 26-го армійського корпусу починають організований відхід з Мгінсько — Синявінського виступу.

## Продовження наступу протягом 21— 31 січня
Частини 67-ї армії Ленінградського фронту та 8-ї армії Волховського фронту, 21 січня помічають відступ сил противника та переходять в наступ. Через кілька годин після початку наступу зайнято Мгу, по тому відновлюється радянський контроль над Кіровською залізницею, проте розвинути наступ-переслідування не вдалося — частини 26-го підрозділу встигають закріпитися на проміжній оборонній ділянці «Автострада» вздовж Жовтневої залізниці, здійснюють запеклий опір.

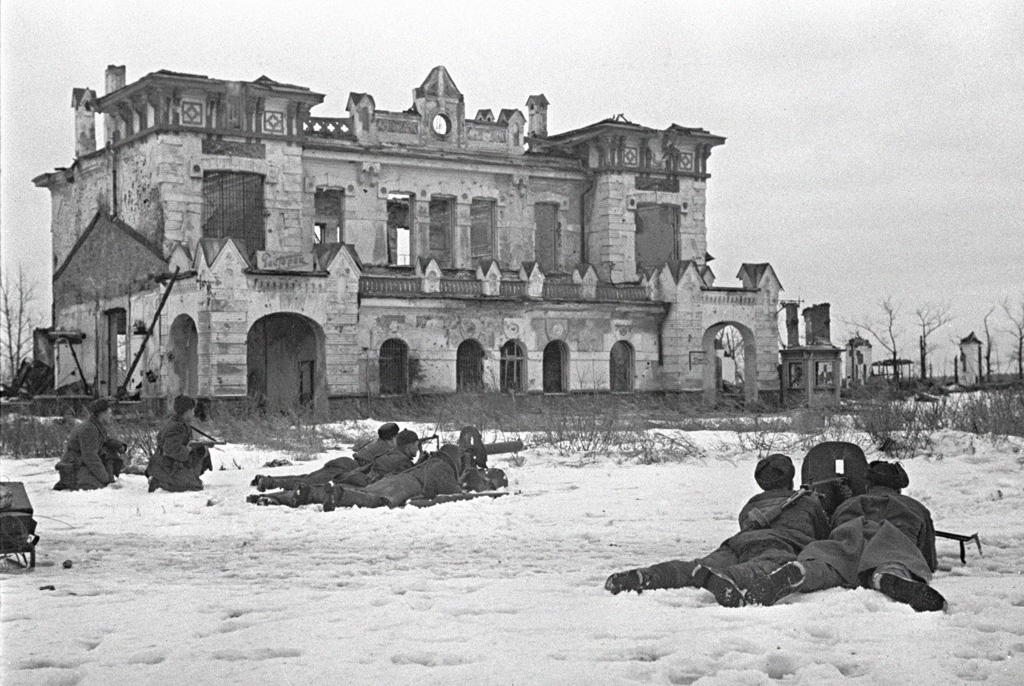
Бій в місті Пушкін, 21 січня 1944 року

22 січня Ставка ВГК затверджує відкоригований через німецький відступ з-під Мги план наступу під Ленінградом — головним завдання ставилося якнайшвидше зайняття Красногвардійська — важливого укріпленого вузла залізничних та шосейних комунікацій нацистських сил. Після того силами 2-ї ударної та 42-ї армій планувалося завдавати головний удар на Кінгісепп та Нарву; 67-ма армія на допоміжному напрямі мала вийти в напрямі Ульяновка — Тосно, та спільно із підрозділами Волховського фронту перейняти контроль над Жовтневою залізницею. По досягненні цих цілей армії ставилося завдання наступати на Вирицю й Сіверський, сприяючи головному удару сил фронту.
Таким чином керівництво Ленінградського фронту намагалося перетнути шляхи відступу на Нарву головним силам німецької 18-ї армії та примусити вибрати шляхом відступу напрям на Лугу, куди наступали з'єднання 59-ї армії Волховського фронту.
Вбачаючи всю серйозність намірів радянських сил, німецьке керівництво групи армій «Північ» робило всі можливі заходи для посилення оборони Красногвардійська. На допомогу тримаючим там оборону частинам 11-ї, 61-ї, 126-ї, 170-ї та 215-ї піхотних дивізій направляються з-під Мги 225-та та 227-ма піхотні дивізії. Разом з тим Георг Кюхлер звертається до Гітлера про відведення військ від Жовтневої залізниці та з-під Пушкіна й Слуцька, у відповідь отримує безальтернативну відповідь тримати оборону за будь-яку ціну. Для цього Верховне головнокомандування сухопутних військ Третього Рейху приділяє на підмогу 18-й армії 12-ту танкову дивізію та 502-й важкий танковий батальйон.
Війська Ленінградського фронту після перегрупування продовжують 21 січня наступ на Красногвардійськ. 22 січня після запеклих боїв частини перекинутих з резерву 42-ї армії 117-го та 123-го стрілецьких корпусів виходять на підступи до Красногвардійська, проте зходу місто зайняти не мали змоги. В тому ж часі частини 110-го стрілецького корпусу, котрі з 22 січня перебували в складі 67-ї армії, наступаючи в південно-східному напрямку, обходять з заходу міста Пушкін та Слуцьк та практично оточують тримаючи там оборону підрозділи 24-ї та 215-ї піхотних дивізій.
З'єднання 2-ї ударної армії в тому часі обходять Красногвардійськ з заходу та продовжують наступ на Кінгісепп. Частини німецької 10-ї, 61-ї, 170-ї та 227-ї авіапольових дивізій, що відступали в напрямі Естонії руйнували мости, мінували дороги та чинили запеклий опір, опираючись на опорні пункти, що сповільнило плановану швидкість наступу 43-го та 122-го стрілецьких корпусів.
Запеклі бої за Красногвардійськ, Пушкін, Слуцьк та по лінії Жовтневої залізниці тривали кілька днів. 24 січня частини 110-го стрілецького корпусу займають міста Пушкін та Слуцьк, 118-й стрілецький корпус — Ульяновку.
25 січня 117-й та 123-й стрілецькі корпуси за підтримки авіації, артилерії й танків починають штурм Красногвардійська, запеклі вуличні бої точилися майже добу. 26 січня близько 10-ї ранку місто повністю перейшло під радянський контроль — здобули частини 120-ї, 201-ї, 224-ї стрілецьких дивізій, 31-й гвардійський танковий полк та інші частини й підрозділи.
Зайняття Красногвардійська означало розвал суцільної лінії німецької оборони, німецька 18-та армія була розчленована на дві нерівні частки. Більша частина 28-ї армії — до 14 дивізій — відступала зі сходу, північного сходу та півночі в напрямі Луги, друга частина — близько 5-6 дивізій — розпалася на майже не зв'язані між собою дрібні бойові групи, котрі відходили на Нарву. Командувач Ленінградського фронту вважав за доцільне зосередити головні сили на переслідуванні меншої групи, бо, на його думку, це дало б можливість перейти на територію Естонії, враховуючи при цьому можливість у випадку необхідності розвернути частину сил фронту для завдавання удару з річки Луги на Гдов та Псков.
До 29 січня частини 54-ї армії Волховського фронту цілком звільняють Жовтневу залізницю.
Війська 2-ї ударної армії, діючи в Нарвському напрямку, займають Волосово та перейняли залізницю Красногвардійськ — Кінгісепп і до 30 січня виходять на річку Лугу.
В ніч на 1 лютого підрозділи 109-та, 125-та та 189-та стрілецькі дивізії 109-го корпусу, котрий був переданий до складу 2-ї ударної армії із 42-ї армії — за підтримки 152-ї танкової бригади після артилерійської підготовки атакують та обхідним маневром займають Кінгісепп. Німецькі сили не змогли зорганізувати оборону по річці Лузі та поспішно відступають на рубіж річки Нарви.
Разом з тим з'єднання 42-ї армії продовжують наступати, за 3 дні просунулися вглиб на 50 кілометрів, до 30 січня досягають річки Луги й захоплюють плацдарм на західному березі поблизу Великого Сабська.
67-ма армія, наступаючи по лінії Тосно — Виріца — Сіверський, долала великі труднощі і просувалася не так швидко — впертий опір частин 12-ї танкової, 11-ї, 126-ї та 212-ї піхотної дивізій, котрі прикривали відхід частин 26-го, 28-го та 54-го армійських корпусів з-під Любані, Пушкіна, Слуцька, Тосна та Чудова. 27 січня частини 67-ї армії займають Виріцу, до 30 січня — Сіверський. Проте ще 3 дні тривали запеклі бої за позиції на південний схід від Красногвардійська та південніше Сіверського.

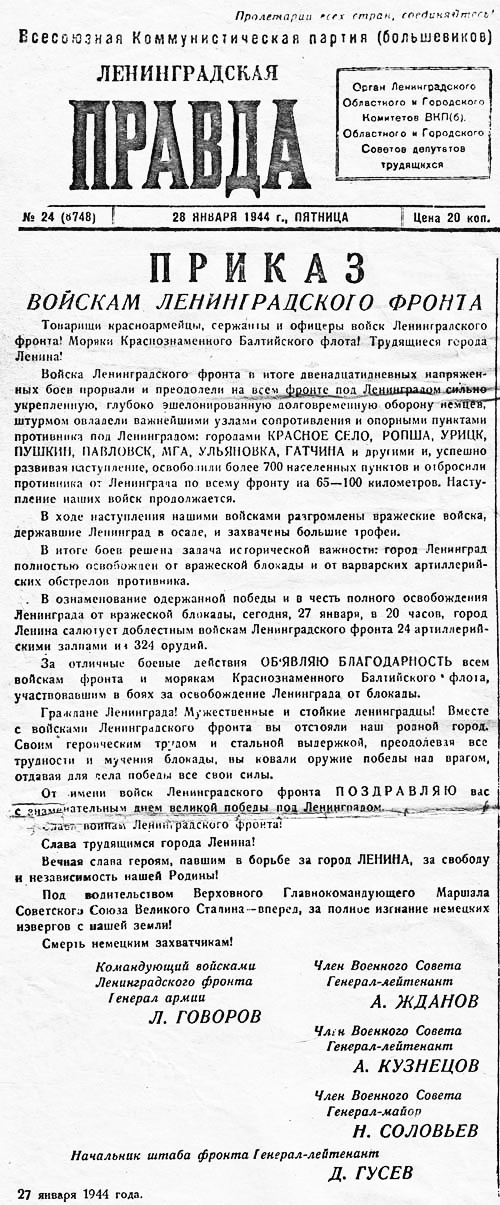
Наказ Воєнради Ленінградського фронту від 27 січня 1944

3 лютого радянські війська виходять до міста Нарви.

## Наслідки боїв
До кінця січня 1944 року війська Ленінградського фронту спільними діями з частинами фронту Волховського завдали важких втрат 18-й нацистській армії, відкинувши німецькі сили на 70—100 кілометрів та звільнивши ряд населених пунктів, цим заклали підмурки для подальшого наступу. Хоч Ленінградсько-Новгородська операція й продовжувалася, проте головне завдання — цілковите розблокування Ленінграду — було виконано.

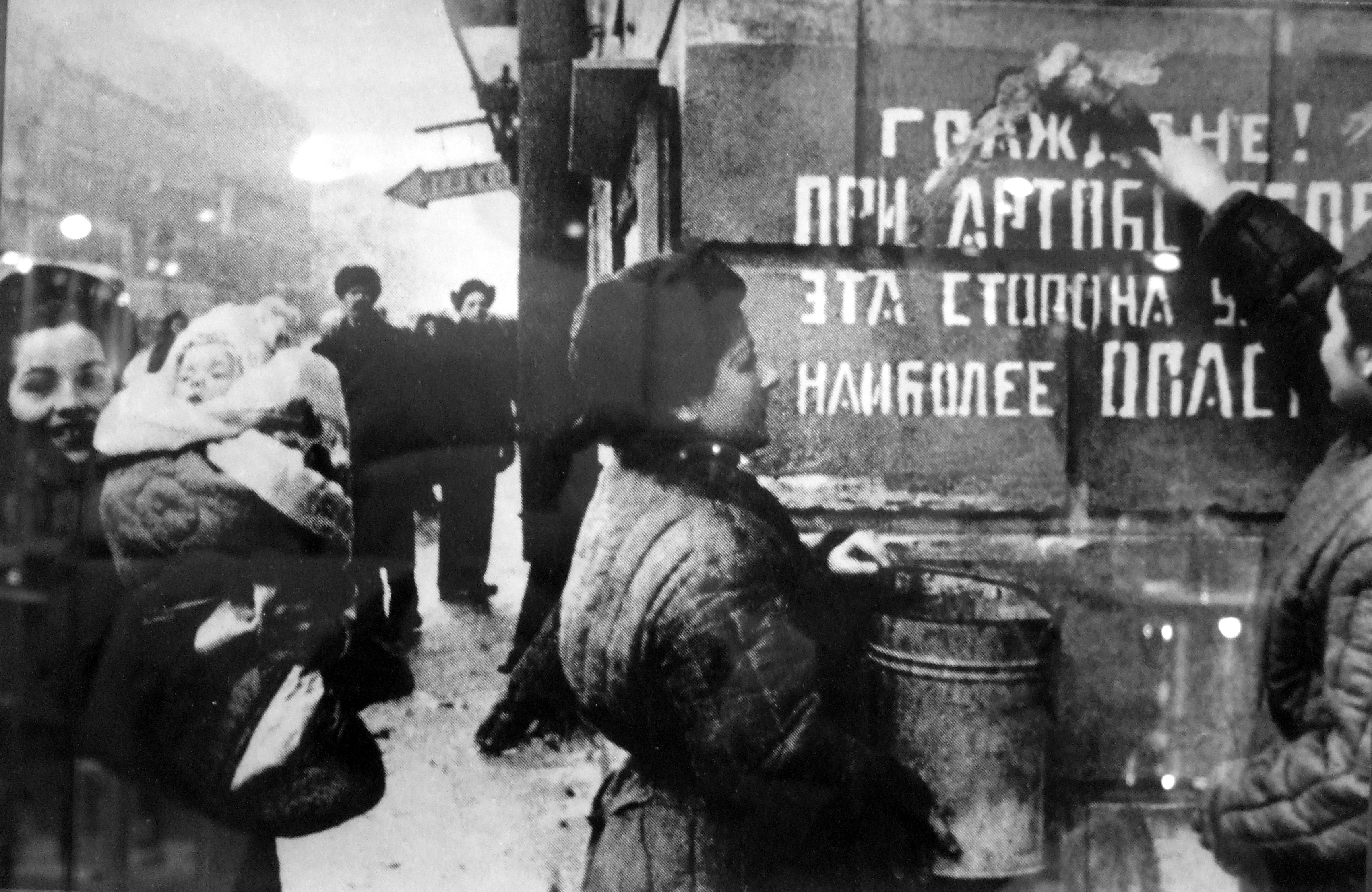
Ленінградці зафарбовують надпис про небезпеку при артобстрілі

21 січня до Сталіна звертаються Леонід Говоров та Андрій Жданов з пропозицією — через близьке звільнення Ленінграду від артилерійських обстрілів — видати та опублікувати наказ військам фронту та здійснити 27 січня святковий салют у місті 24 артилерійськими залпами з 324 гармат.
27 січня по радіо зачитується наказ Військової ради Ленінградського фронту про повне звільнення міста від нацистської блокади — незважаючи на те, що радянські сили повністю відновили контроль над Жовтневою залізницею лише 29 січня.
Частини 13-ї повітряної армії з 14 по 20 січня здійснили 753 бойових літако-вильоти, авіація далекої дії лише за 2 ночі — 17 та 18 січня — близько 500 лтаковильотів.

## Втрати радянських сил
Точних даних про втрати радянських військових у перебігу військових відсутні, існують тільки оціночні дані. У статистичному дослідженні «Росія та СРСР у війнах 20 століття» Ленінградський фронт протягом усієї Ленінградсько-Новгородської операції з 14 січня по 1 березня 1944 року наводяться такі числа — людські втрати 227 440 чоловік вбитими, пораненими та зниклими безвісти, зокрема 56 564 вбитими, 170876 — поранені. Втрати Балтійського флоту за цей же час склали 169 чоловік вбитими та 1292 пораненими.

## Втрати німецьких сил
Незважаючи на важку поразку 18-ї німецької армії в часі проведення Красносільсько-Ропшинської операції, вона, хоч і частково, зберегла свій військовий потенціал. Згідно доповіді керівництва 18-ї армії — дані неточні та відносні — до 29 січня втрати армії у боях проти Ленінградського та Волховського фронтів склали 14 000 вбитими та 35 000 пораненими.
В літературі СРСР зустрічаються інші дані, до прикладу, зведення Інформбюро (які також носили пропагандиський характер і містили завищені втрати противника). Зведення Радінформбюро від 19 січня повідомляло про розбиття 7 німецьких дивізій, 20 000 вбитих та 1000 полонених нацистських вояків та старшин. У зведенні від 26 січня говорилося, що Ленінградським фронтом у ході наступу з 14 по 25 січня було розбито 10 та завдано значних втрат 2 піхотним дивізіям; захоплено — гармат різних 691, з них важких гармат калібру від 150 до 406 мм — 116; 454 міномети, 60 танків, 24 бронеавтомобілі, 20 самохідних гармат. Згідно того ж зведення знищеними було 901 автомашина, 445 гармат та мінометів, 158 танків; німецькі втрати визначалися як понад 40 000 вбитими й пораненими, до 3000 полоненими.